# The Fame Monster
A The Fame Monster (a borító írásmódja szerint The Fame Mons†er) Lady Gaga amerikai énekesnő harmadik középlemeze (EP), valamint debütáló stúdióalbumának, a The Fame-nek (2008) az újrakiadása, amely 2009. november 18-án jelent meg. Az eredeti elképzelések szerint újra kiadták volna Gaga The Fame című debütáló albumát, kiegészítve a nyolc új dallal. Később azonban az Interscope Records kiadó úgy döntött, hogy az új számok néhány országban egy különálló albumon is megjelennek, mivel az énekesnő szerint az újrakiadás túl drága lett volna, és a nyolc szám önálló koncepcióval rendelkezik, így önmagában is megállja a helyét. Ugyanakkor a The Fame Monster deluxe kiadása dupla albumon jelent meg a kezdeti terveknek megfelelően; az első lemez tartalmazza a nyolc új dalt, míg a The Fame dalait egy második lemezre helyezték. Emellett több, kifejezetten rajongóknak szánt kiadás is napvilágot látott az albumból.
A The Fame Monster egy elektropop felvétel, melyen az 1970-es és 1980-as évek diszkó, glam rock és szintipop zenéje érződik. Ezenfelül az indusztriális és gótikus zene stílusait is hordozza magában. Dalainak inspirációi a divatbemutatók és a kifutók voltak. Gaga szerint az album a hírnév sötétebb oldalát dolgozza fel. A különféle buktatókat – például szex, szerelem, magány, alkohol – Gaga egy-egy szörnyetegként („monster”) nevezte meg. Debütáló albuma és a The Fame Monster hangulatvilágának különbségét a jin-jang kettős koncepciójához hasonlította. A Hedi Slimane által készített albumborító gótikus témájú, melyet a lemezkiadója elutasított, de Gaga sikeresen meggyőzte őket a kiadásról.
Az album pozitív kritikákat kapott a zenei kritikusoktól. Az album néhány országban a The Fame-mel együtt szerepelt az albumeladási listákon, ezáltal olyan országokban került a csúcsra, mint Ausztrália, Belgium, Finnország, Új-Zéland és Lengyelország. Az Egyesült Államokban (ahol különálló albumként szerepelt a listákon) az EP az ötödik helyet érte el a Billboard 200-as listán, valamint a Dance/Electronic Albums lista élére került. Az album a megjelenése óta számos díjban részesült. Az 53. Grammy-díjátadón összesen hat kategóriában jelölték, köztük Gaga megkapta zsinórban másodjára Az év albuma jelölést. A The Fame Monster végül három díjat érdemelt ki, köztük A legjobb popalbum Grammy-díját.
Az album első kislemeze, a Bad Romance nagy kereskedelmi sikert aratott, és több mint húsz országban vezette a slágerlistákat. Az Egyesült Államokban a második helyig emelkedett a Billboard Hot 100 listán. A következő két kislemez, a Telephone és az Alejandro további sikereket hoztak és világszerte több országban is a Top 10-be kerültek. A Dance in the Dark kislemezként csak bizonyos országokban jelent meg, és mérsékelt sikereket ért el a slágerlistákon. Az album népszerűsítésére Gaga elindította a The Monster Ball Tour (2009-2011) elnevezésű világ körüli turnéját, amely a zenetörténelem legjövedelmezőbb turnéjává vált debütáló előadótól.

## Háttér, inspirációk
Gaga 2009 októberében a Rolling Stone magazinnak beszélt arról, hogy fülhallgatókat tervez Dr. Dre rapperrel, és az interjúban arról is beszámolt, hogy egy új albumot készül kiadni. Ezt mondta: „Szerintem az albumok újrakiadása nem valami korrekt, […] Ez arról szól, hogy az előadók újabb kislemezdalokat pakolnak rá egy már kész alkotásra, hogy az még jobban fogyjon. Eredetileg [a kiadóm] három új számot kért tőlem [hogy újra kiadhassák a The Fame albumot], de végül több lett belőle. Ez egy új album értékű zenei anyag.” Az album a The Fame Monster nevet kapta. Gaga elmondta, hogy csupán a véletlen műve, hogy az album címe hasonlít a tervezett fülhallgató nevére („Monster Heartbeats”). Valójában az album egyik dala, a Monster volt a címadó, melyet Gaga elmondása szerint jóval Dr. Dre-vel való találkozása és a közös munkájuk előtt megírt. Az énekesnő arról is beszélt, hogy imádja a szörnyes filmeket, illetve ezt mondta: „Megszállottja lettem a témának, miképp süllyednek hanyatlásba a hírességek, illetve hogy a hírnév egyfajta szörnyeteg a társadalomban. Erről is szól az új albumom…” Lady Gaga elmondása szerint az albumot a The Fame folytatásának szánta. „...A The Fame Monster( [...] afféle még nem végeztem a The Fame albummal dolog. Amondó voltam: „[...] még nem állok készen arra, hogy egy teljesen új koncepcióval rendelkező lemezt csináljak. A The Fame Monster-rel elkészítem egyfajta lezárását művemnek, a The Fame-nek” – mondta.
Gaga később elmondta, hogy az albumon nyolc új dal lesz, és egyes kiadásai a teljes debütáló albumot is tartalmazzák. A The Fame Monster a hírnév sötétebb oldalával foglalkozik, mellyel Gagának 2008–2009-ben kellett szembesülnie. Egy interjúban ezt mondta:

„Miközben a világ körüli turnémon voltam két évig, számos szörnyeteggel kellett szembenéznem, melyek mindegyike megjelenik az album egy-egy dalában: »Félelem a Szex Szörnyetegtől«, »Félelem az Alkohol Szörnyetegtől«, »Félelem a Szerelem Szörnyetegtől«, »Félelem a Halál Szörnyetegtől«, »Félelem a Magány Szörnyetegtől«, és így tovább.”

„…ez az album egy kísérletezés […] a gótikus rock ütemeivel, a 90-es évek dance zenéjének dallamaival, a 80-as évek melankolikus popjának szövegei iránti mániám, és a kifutók világa iránt érzett szeretetem megjelenítődése. Miközben a dalszövegeket írtam divatbemutatókat néztem, melyekről levettem a hangot, és a dalaim megszületésében nagy szerepük volt.”

A Billboard.com egy cikkében beszámolt róla, hogy a The Fame Monster első kislemeze a Bad Romance lesz. Gaga beszélt egy Speechless című balladáról, amelyet édesapjának ajánlott. Azt is elmondta, hogy az új számok nem a pénzzel vagy a hírnévvel foglalkoznak, hanem mindazzal ami mögöttük van. A The Fame és a The Fame Monster albumokat egymás ellentéteinek nevezte, s a hangulatviláguk közti különbséget a jin és jang kettős koncepciójához hasonlította. Gaga azt mondta, az album készítése közben egyfajta kettősséget érzett önmagában is. Az MTV-nek ezt így magyarázta: „Készen állok a jövőre, de gyászolom a múltat, […] muszáj elengedni bizonyos dolgokat. Gyászolnod kell őket, mintha meghaltak volna, hogy aztán továbbléphess… erről a folyamatról szól az album.”

## Kompozíció
A The Independent szerint az album első dala, a Bad Romance rögtön megalapozza az album hangulatát, amely tökéletesen illeszkedik a CD-borító gótikus stílusához. A dalban hallható „I want your ugly; I want your disease…” szöveg a Boney M-re utal, de felidézheti a Depeche Mode 1986-os ötödik nagylemezét, a Black Celebrationt is. Több dal szövegében morbid, zombifilmeket idéző sorokat fedezhetünk fel, mint például a Monsterben („He ate my heart…”), a kozákok zenéjéhez hasonlatos Teeth-ben („Take a bite of my bad-girl meat…”) és a Dance in the Darkban („Silicone, saline, poison, inject me…”). Utóbbi dalban az énekesnő olyan híres embereket említ meg, akiknek élete tragikus véget ért: Marilyn Monroe, Judy Garland, Sylvia Plath, Diána walesi hercegné, Liberace és JonBenét Ramsey. A Monster Gaga korábbi zenéjére is jellemző dadogós részeket tartalmaz, hangszerelésére pedig erőteljes dobhasználat jellemző. A Speechlesst az 1970-es évek rockzenéje inspirálta. A PopMatters szerint a dalban Gaga éneklési stílusa és a gitárbetétek Freddie Mercuryt és a Queent idézik. A dal élő hangszerekkel lett felvéve, köztük dobokkal, gitárral és zongorával – ez utóbbit Gaga szólaltatja meg a számban.
Az album ötödik dala, a Dance in the Dark egy olyan lányt mutat be, aki kényelmetlenül érzi magát, amikor szeretkezik. A számmal kapcsolatban Gaga az alábbiakat nyilatkozta: „A lány nem akarja hogy a barátja lássa őt meztelenül. Csak akkor képes kiengedni magából a belső állatot és szabad lenni, ha a fények kialusznak.” A So Happy I Could Die egy óda jellegű dal, amely arról szól, hogy szexuális vonzalmat érez egy nő iránt, és ezzel kapcsolatban ezt énekli: „I love that lavender blonde/ The way she moves the way she walks/ I touch myself, can't get enough.” A dal egy szerelmi vallomás, amely értelmezhető úgy is, hogy Gaga önmagát teszi meg szerelme tárgyául, hiszen a szöveg szerint önmagával táncol és saját magát érinti meg. Az Alejandro című dalon az ABBA és az Ace of Base együttesek erőteljes hatása érezhető. Dalszövegét tekintve arról szól, hogy Gaga igyekszik elhárítani több latin férfi közeledését. A Telephone arról szól, hogy az énekesnő inkább a táncparkettet választja, ahelyett hogy válaszolna a szerelme hívására. A dal fő inspirációja Gaga fulladástól való félelme volt, egy fojtogató érzés, amely amiatt alakult ki, mert kevés ideje van életében ellazulni, mikor mindenféle gondok és a munka terhe nélkül jól érezheti magát. Gaga elmondása szerint a dalban szereplő telefon jelképes; nem egy fizikailag is létező telefon, hanem egy hang a fejében, amely folyton arra ösztökéli hogy még keményebben és keményebben dolgozzon. Az utolsó dal a gospel stílusú Teeth, melynek szövege BDSM stílusban íródott. Gaga az igazságtól való félelmét énekli meg a dalban – a „show me your teeth” („mutasd ki a fogad”) sor a „show me your truth” („mutasd az igazságod”) felszólítás sajátos megfogalmazása.

## Kiadás és borító

Lady Gaga a Speechless előadása közben, GagaKoh fellépésén Tokióban.

Az eredeti tervek szerint az album egy kétlemezes újra-kiadása lett volna a The Fame albumnak, de 2009. november 12-én Gaga elmondta az MTV-nek, hogy az album egylemezes változatban is megjelenik, mert nem akarja újból megvetetni rajongóival debütáló albumát. Döntését így indokolta:

„…ez valójában a második albumom, […] Nem tennék hozzá dalokat, vagy vennék el az albumra kerülő dalokból. Ez egy komplett zenei alkotás, amely megáll a saját lábain. Nincs szüksége a The Fame támogatására. Akiknek nincs meg a debütáló albumom, készül dupla lemezes kiadás is, amely tartalmazza mindkét albumot.”

Így a „standard” verzión csak a nyolc új szám, a „deluxe” verzión pedig a The Fame dalai is helyet kaptak. Az albumból készült egy Super Deluxe Fame Monster Pack című, rajongóknak szánt kiadás, mely 2009. december 15-én látott napvilágot. Ez a verzió számos extrát tartalmaz a The Fame Monster lemez mellett: egy füzetet az énekesnőről, képeslapokat, posztert, egy papírbaba-kollekciót, személyes feljegyzéseket az énekesnőtől, Gaga egy hajtincsét – valójában egy tincset egyik parókájából – és egy 3D-s szemüveget, amely az énekesnő elmondása szerint nagyon hasznos lesz „több dologhoz, amely nemsokára történni fog”. Gaga a rajongóitól kapott képek egy válogatását is mellékelte a csomaghoz. „Ezer és ezer festményem, rajzom, vázlatrajzom, divattervem van … képek a rajongóimtól. Ezeket összegyűjtöttem ebbe a kis könyvbe” – mesélte Gaga.
2010. május 3-án megjelent a The Fame Monster limitált számban kapható pendrive-változata. Ezen a nyolc dal mellett helyet kapott kilenc remix, nyolc videóklip, egy digitális füzet, kislemezborítók és egy fotógaléria. 2010. augusztus 24-én került forgalomba a The Fame Monster Ultimate Fan Pac című kiadás, amely az album mellett egy Lady Gaga képével és Just Dance felirattal díszített pólót és egy Lady Gaga-feliratú kulcstartót is tartalmaz.
Hedi Slimane divattervező-fényképész, aki az énekesnő Haus of Gaga kreatív csapatjának is tagja, két borítót is készített a The Fame Monsterhez. Az egyiken Gaga szőke parókában van és fekete dzsekit visel, míg a másikon barna parókában van, erős szemceruza-használattal. Gaga azt mondta, amikor az album koncepcióján gondolkodott, eltökélte, hogy a borítókép sokkal sötétebb tónusú, ingerültebb hangulatvilágú lesz, mint bármi, amit korábban csinált. Kiadójának azonban nem tetszett a barna parókás kép, mert túl gótikusnak, elvontnak találták, azt mondták, nem illenék egy poplemezhez. Gaga elmondta, hogy reagált erre:

„Nem tudjátok mi a popzene, mert tavaly is mindenki ezt hajtogatta nekem, hogy amit csinálok, nem pop, és most nézd, hol tartok – szóval ne mondd meg nekem mi a popzene, mert én tudom hogy mi a popzene. […] A jin és jang koncepciót akartam megjeleníteni a borítókkal is. […] Nem akarok valami elbűvölő fotót, […] mint akármelyik szőke lány. Azt akarom hogy a képet nézve a rajongóim azt mondják: »Ugyanazt érzem, amit ő is.«”

## Kislemezek
A Bad Romance jelent meg az album első kislemezeként. Alexander McQueen 2010-es tavaszi/nyári Párizsi divathetén került bemutatásra 2009. október 23-án, pár nappal azután hogy kiszivárgott a dal félkész, demó változata. 2009. október 27-étől megjelent digitális letöltés formájában. A dal első helyezést ért el Kanadában, Nagy-Britanniában, az Európai Hot 100 listán, Németországban, Ausztriában, Bulgáriában, Dániában, Finnországban, Franciaországban, Magyarországon, Írországban, Olaszországban, Norvégiában, Romániában, Szlovákiában, Spanyolországban és Svédországban, miközben a 2. helyig jutott az Egyesült Államokban, Ausztráliában, Új-Zélandon, Belgiumban és Svájcban. A 2011-ben megrendezett 52. Grammy-díjkiosztón Gaga díjat kapott a Bad Romance-ért A legjobb női popénekes teljesítmény kategóriában. A számhoz készült, Francis Lawrence-rendezte videóklip egy fürdőházban játszódik, ahol Gagát eladják szexrabszolgának az orosz maffiának. A videó rendkívül pozitív fogadtatásban részesült, és A legjobb rövid hosszúságú videóklip kategóriában elnyert Grammy mellett hét kategóriában díjat nyert a 2010-es MTV Video Music Awards gálán is.

Lady Gaga Alejandro című dala előadása közben a The Monster Ballon.

Második kislemezként jelent meg a Beyoncé Knowles R&B énekesnő közreműködésével készült Telephone. Szintén pozitív kritikai fogadtatásban részesült, és Grammy-jelölést kapott A legjobb popénekesi közreműködés kategóriában. A dal már hivatalos megjelenése előtt számos országban megjelent a slágerlistákon. 2010. március 22-én megszerezte az első helyezést a brit kislemezlistán, és ezzel Lady Gagának zsinórban a második első helyezett kislemeze volt Nagy-Britanniában, összességében pedig már a negyedik. A Billboard Hot 100 listán a 3. volt a legjobb helyezése, mellyel már zsinórban a hatodik kislemeze amely a legjobb tízbe tudott kerülni az Egyesült Államokban. Első lett még a legjobb popdalokat összesítő Pop Songs listán is, és ezzel megismételte az előző kislemezek sikereit, melyek mind elsők lettek ezen a listán. Ezzel beérte Beyoncét és Mariah Carey-t, akik szintén hat első hellyel büszkélkedhettek ekkor a Pop Songson. A dalhoz készült, Jonas Åkerlund által rendezett videóklip 2010. március 11-én került bemutatásra az E! News című tévéműsorban. A Quentin Tarantino filmes munkái előtt tisztelgő klipben Gaga folytatta a Paparazzi című szám videójának történetét, és többek között egy női börtönben játszódik, ahonnan Beyoncé kihozza a gyilkossá vált Lady Gagát. A klipben található feltűnően sok termékelhelyezés az énekesnő elmondása szerint nem reklámcélú volt, csupán egyfajta „Warholi kommentárt akart fűzni az amerikai kommersz kultúrához.” A videó díjat kapott A legjobb közreműködés egy videóklipben kategóriában a 2010-es MTV VMA-n.
Az Alejandro lett az album harmadik, és egyben utolsó kislemeze. Lady Gaga lemezkiadója a Dance in the Dark című számot szerette volna kislemeznek a Telephone-t követően, de Gaga az Alejandro megjelenését pártolta. Az énekesnő és kiadója közti konfliktus után végül valóban az Alejandro került kiadásra. Gaga Twitter oldalán fejezte ki ebből fakadó elégedettségét: „Az Alejandro megy a rádióban. Basszus, annyira jól hangzik, megcsináltuk, kis szörnyek.” A kislemez 2010. április 20-án került a rádiókhoz az Egyesült Államokban. Az Alejandro világszerte remek eredményeket ért el, sikerült a legjobb ötbe jutnia többek között Ausztráliában, Kanadában, Németországban és Spanyolországban is. Az Egyesült Államokban is bejutott a legjobb öt közé, s ezzel már zsinórban a hetedik kislemeze volt az énekesnőnek, amely a legjobb tíz közé jutott a Billboard Hot 100 listáján. A dalhoz Steven Klein amerikai fotográfus forgatott videót, melyben elmondása szerint az igaz szerelmünk nélküli életből fakadó fájdalmat akarta megjeleníteni. Amellett, hogy a videó nagyrészt pozitív kritikai visszhangban részesült, Lady Gagát a klippel kapcsolatban több támadás is érte. Az amerikai Katolikus Liga a vallásos elemek használata miatt kritizálta az énekesnőt.
Lady Gaga 2011-ben, az In:Demand című rádiós műsorban adott interjúban elmondta, hogy a tervek szerint a Dance in the Dark és a Monster című számok is kiadásra kerültek volna kislemezként az Alejandro után, de új albumának, a Born This Way-nek munkálatai miatt nem lett volna ideje népszerűsíteni a számokat, ezért ez végül nem valósult meg.

## Promóció

Lady Gaga So Happy I Could Die című dalát adja elő különleges mozgó ruhájában a The Monster Ball turnén.

A The Fame Monster népszerűsítése a Saturday Night Live műsorban vette kezdetét, ahol Gaga zongorán előadott egy részletet Bad Romance című dalából. Gaga ezután számos talk showban népszerűsítette albumát, úgy mint az It's on with Alexa Chung és a németországi Wetten, dass..?. 2009. november 16-án Gaga előadta a Speechless című dalát a 30 éves születésnapját ünneplő Los Angeles-i Kortárs Művészetek Múzeumában. Az előadásban egy orosz balettiskola tagjai is közreműködtek. 2009. november 16-án Gaga szerepelt a CW tévécsatorna Gossip Girl – A pletykafészek című sorozatának The Last Days of Disco Stick című epizódjában, és előadta a The Fame Monster első kislemezét, a Bad Romance-et. Az epizódban az Alejandro, a Telephone és a néhány országban promóciós kislemezként megjelenő Dance in the Dark is felcsendült. A Bad Romance és más dalok a 2009-es American Music Awards gálán, a The Jay Leno Show-ban, és a The Ellen DeGeneres Show-ban is előadásra kerültek. 2010. január 15-én Gaga a The Oprah Winfrey Show vendége volt, ahol a Monster, a Bad Romance, és a Speechless elegyéből álló produkcióval lépett fel. Az 52. Grammy-díjkiosztót Gaga nyitotta meg előadásával, és a Poker Face után Elton Johnnal duettezve elénekelte a Speechlesst, illetve Elton Your Song című dalát. 2010. február 16-án, a BRIT Awardson Alexander McQueen emlékének ajánlva előadta a Telephone balladaverzióját, majd a Dance in the Darkot. 2010. április 20-án GagaKoh címmel adott koncertet Tokióban a MAC kozmetikai cég Viva Glam kampányának részeként, amely a nők figyelmének felhívását tűzte ki célul a HIV-fertőzés veszélyeire és annak megelőzésére. Gaga Speechless, Alejandro, és Bad Romance című számait énekelte el a rendezvényen. 2010. július 9-én az amerikai NBC tévécsatorna Today című reggeli szórakoztató műsora keretében adott koncertet a Rockefeller Plaza előtt, ahol többek között Bad Romance, Alejandro és Teeth című számait is elénekelte.
Gaga már az album megjelenése előtt bejelentette, hogy közös turnéra indul Kanye Westtel. A turné a The Fame Kills Starring: Lady Gaga and Kanye West nevet kapta. Azonban Kanye West Taylor Swifttel való incidense után – a 2009-es MTV Video Music Awards gálán – azt mondta, egy időre szünetet tart a zenei életben. Kanye bejelentését követően a tervezett turné minden állomásán lemondták a koncertet. Nem sokkal később Gaga arról beszélt, hogy önálló turnéra fog indulni a közös projekt helyett a The Fame Monster népszerűsítésére. A show, melyet az énekesnő az „első pop elektro operaként” jellemzett, a The Monster Ball Tour címet kapta. 2009. november 18-án, négy nappal a The Fame Monster megjelenése után kezdődött, és 2011 májusában ért véget. A turnén olyan előadók vezették fel Gaga koncertjét, mint Kid Cudi és Jason Derülo.
Gaga és produkciós csapata, a Haus of Gaga tervezte meg az előadásokhoz illeszkedő színpadot, amellyel azt kívánták elérni, hogy az énekesnő akárhol is ad koncertet, a nézők ugyanazt az élményt kapják. A koncertek során a lemondott Fame Kills turné néhány színpadi elemét is felhasználták. Az előadáson Gaga azokat a személyes démonait jelenítette meg, amelyekről a The Fame Monsteren is énekelt; központi témája az emberi fejlődés volt. Az előadott dalok listája javarészt az EP és az azt megelőző The Fame album számaiból épült fel. 2010-ben Gaga a show egy teljesen új változatával állt elő, mivel úgy érezte, az eredeti turné nagyon rövid idő alatt lett összeállítva. A megújított koncertek már egy történettel is rendelkeznek, amelyben Gaga és barátai New Yorkban eltévednek miközben megpróbálnak eljutni a Monster Ballba, a „Szörnyek báljába”. A turné mindkét verziója egymástól tematikailag jól elkülöníthető részekből épült fel. Gaga mindegyikben új ruhában jelent meg, és a koncertrész végén az énekesnőt művészi pózokban mutató videós jelenetek vezettek át a következő színbe. A 2009-es koncerteken Gaga egy hálószerű lézerfény mögött kezdte előadását. A show többek között zongorán előadott dalokat, egyiptomi stílusú ruhát és Rapunzelt idéző hajkölteményt vonultatott fel. A megújított turné sokkal több színpadi elemet használt, úgy mint egy kocsiba épített szintetizátor, egy hatalmas tengeri szörny, neon feliratok és számos ruhaköltemény, például egy szinte teljesen átlátszó, apácaöltözetre emlékeztető műanyagruha és egy fehér, önmagától mozgó ruha, tollas fejdísszel és szárnyakkal. A turné pozitív kritikai fogadtatásban részesült. Gaga énekesi képességei és divatérzéke mellett a színháziasságot is méltatták, és Madonna turnéihoz hasonlították a koncertsorozatot.

## Fogadtatás

### A kritikusok értékelései
| Kritikák            | Kritikák  |
| Forrás              | Értékelés |
| ------------------- | --------- |
| AllMusic            | [ 70 ]    |
| BBC Online          | (kedvező) |
| Robert Christgau    | (A-)      |
| The Daily Telegraph | (kedvező) |
| The Independent     | (kedvező) |
| Los Angeles Times   | [ 73 ]    |
| New Musical Express | (8/10)    |
| The Observer        | [ 75 ]    |
| Pitchfork Media     | (7.8/10)  |
| Rolling Stone       | [ 77 ]    |
| Quart               | (C+)      |

A krikusok értékeléseit összesítő Metacritic a 100-ból 76 ponttal értékelte az albumot, amely javarészt jó értékeléseket sugall. Sal Cinquemani, a Slant Magazine írója nem érezte a The Fame Monstert nagy előrelépésnek Gaga számára, ettől függetlenül jónak találta. Az album fénypontjainak a Bad Romance és a Dance in the Dark számokat nevezte. Simon Price, a The Independent írója méltatta az albumot, amely szerinte „egy igazi művészi alkotás”. Kitty Empire, a The Observertől pompásnak találta az albumon uralkodó káoszt. A Speechlesst nevezte az egyetlen gyenge dalnak, a Bad Romancet pedig egy újabb bizonyítéknak találta arra, hogy Gaga az új Madonna. Paul Lester a BBC-től az album mind a nyolc számát dicsérte. Ezt mondta: „[Az album] nem túl eredeti, és nem is a női egyenjogúság nagy sikere, […] de különös divatot teremt, […] és mindenképpen szórakoztató hogy létrejött.” Evan Sawdey, a PopMatters kritikusa ezt mondta: „…a The Fame Monster nem fog új követőket nyerni Gaga számára, viszont bebizonyít valamit a már meglévő több millió rajongójának: nem elégszik meg azzal, hogy ugyanazt a dolgot csinálja újra és újra. Hajlandó kipróbálni új dolgokat, szerteágazó zenei stílust alkotni, miközben úgy tűnik, szinte minden popdíva inkább lemond a művészi előremenetelről, csakhogy biztos rádiósikereket termeljenek. […] Elnézzük Gagának, ha néhány hibát is elkövet, miközben a pop nirvánájának elérésére törekszik – és a The Fame Monster alapján nagy rá az esélye, hogy erre hamar sor fog kerülni.” Sarah Hajibagheri, a The Times írója nagyot csalódott az albumban, amiből szerinte hiányzik mindaz, ami miatt megszerettük Gagát az első albuma idején.
Bill Lamb az About.com-tól ötből öt csillagos osztályzatot adott az albumnak, és ezt mondta: „a The Fame Monster az elmúlt idő legimpozánsabb popzenei alkotása. Érezhető az albumon olyan nagy pop elődök hatása, mint Madonna, Annie Lennox és Debbie Harry, de Gaga ezt határozottan a magáévá teszi. Ha ilyen irányba tart a jelen pop zenéje, nagyon jó kezekben vagyunk.” Mikael Woods a Los Angeles Timestól úgy véli, Gaga kreatív ambíciója és stílusának széles skálája a The Fame Monsterben újfent tökéletesen felfedezhető. John Dolan, a Rolling Stone írója szerint az album fele „Madonna-koppintás”, amely szerinte azért nem zavaró, mert senki nem várja el az egyediséget Gagától. Michael Hubbard, a MusicOMH írója szerint az album minden száma jól sikerült. Neil McCormick, a The Daily Telegraphtól azt írta, hogy az album „elfojthatatlan minőséget képvisel, ami igazán ki tud bontakozni. […] Bár a tematikája nem olyan egységes mint a Fame esetében [a The Fame albumra utal], a Gagából kitörő energia, a lendületes dallamok, és a néha már nevetségesnek ható szenzációhajhász jellege miatt mégis érdekes marad.” Robert Christgau, az MSN Music írójának nagyon tetszettek Gaga ötletes dalszövegei és A- minősítést adott az albumnak (a magyar „ötös alá” amerikai megfelelője). Kiemelte azt is, hogy milyen változatosak a számok, ami „nagy luxus manapság, amikor a piacot túlárasztják a zenei újdonságok”, és elmondta, szerinte „mindenki, akit nem zavarnak az album ateista megnyilvánulásai, legalább az album felét élvezni tudja”.
A magyar zenei portálok vegyes érzésekkel fogadták az albumot. A Quart internetes oldal egyik írója ezt emelte ki:„Az énekesnő a Fame Monsteren sem változik túl nagyot: ugyanúgy közönséges, amit és főleg, ahogy csinál, viszont kétségtelenül hatásos. […] A lemez csak éppen annyival gyengébb az előzőnél, hogy semmi újat nem tesz hozzá ahhoz a recepthez, inkább még egy bőrt lehúz a koncepcióról, de ebben a mainstream pop-mezőnyben még bőven megállja a helyét így is.” A zene.hu egyik szerzője szerint a dalok szövegei sokszor „popposan butácskák”, összességében mégis működik amit Gaga szeretett volna adni az albummal: a The Fame hangulatvilágának tökéletes kontrasztját, a „sötétebb oldalról” megragadni a dolgokat. Kiemelte azt is, hogy milyen rendkívüli teljesítményt ért el az albummal Gaga: „A legtöbb előadó csak sok-sok évi munkával tud egy olyan albumot készíteni, aminek minden dala igazán jó és működőképes. Lady Gagának ez két év alatt sikerült.”
2010-ben Gaga megnyerte a Kiemelkedő Zenei Előadó díjat a The Fame Monster-ért a 21. GLAAD Media Awards gálán. Az album és dalai hat jelölést kaptak az 53. Grammy-díjkiosztóra. Maga az album Az év albuma és A legjobb vokális pop album kategóriákban kapott jelölést, melyek közül ez utóbbiban a díjat is elnyerte. A Bad Romance megnyerte A legjobb női popénekes teljesítmény és A legjobb rövid hosszúságú videóklip díját. A Telephone című dal A legjobb popénekesi közreműködés, míg a Dance in the Dark A legjobb dance felvétel kategóriákban kapott jelölést.

### Kereskedelmi fogadtatás

Lady Gaga a Bad Romance előadása közben az NBC Today című műsorában.

Az Egyesült Államokban a különálló albumként megjelent The Fame Monster az ötödik helyet érte el az ottani albumeladási listán 174 000 eladott példánnyal, míg a kétlemezes deluxe változat, amely a The Fame dalait is tartalmazza 151 000-es eladással a hatodik helyig jutott. Első helyezést ért el a digitális módon értékesített albumokat összesítő Top Digital Albums listán 65 000-nyi eladott lemezzel. A digitális úton eladott dalokat összesítő Hot Digital Songs listán az album nyolc dalából hétnek is sikerült a listára kerülnie. Ezen kívül első helyezett lett a Billboard Dance/Elektronikus albumlistáján is, éppen az eredeti The Fame-et váltva az élen. 2010 januárjában a The Fame Monster átlépte az egymilliós eladott darabszámot, így a Recording Industry Association of America (RIAA) szervezete platinalemez minősítéssel látta el az albumot. A Nielsen Soundscan adatai szerint 2015 áprilisáig a lemez mintegy 1,6 millió példányban kelt el az Egyesült Államokban.
Ausztráliában és Új-Zélandon a The Fame Monster először elődjével együtt szerepelt a listákon, de később úgy döntöttek hogy a The Fame eladásait külön számítják. Az ausztrál albumlistán tizennyolc héttel a megjelenését követően tudott első helyezést elérni, később pedig négyszeres platinalemez minősítést kapott a 280 000-es eladás mellett. Dániában, Írországban és Németországban azonban maradt a két nagylemez eladásainak egyesítésével számított listás szereplés, utóbbi két országban az első helyezést is sikerült megszereznie. A japán Oricon albumlistán egészen a második pozícióig jutott az album. Az országban 548,000 példányban kelt el a lemez.
Az Egyesült Királyságban a The Fame Monster csak deluxe változatban jelent meg, ebből adódóan a brit listán a The Fame eladásaihoz számították hozzá. Az album megjelenésekor az akkor már csak az ötvenötödik helyen álló The Fame újra visszakerült a legjobb tízbe, egészen a hetedik helyig lépett előre, 2010. január 3-án pedig már a második pozíciónál járt az album. A The Fame Monster összes számának sikerült a brit kislemezlistán a legjobb 10-be kerülnie, az ekkor még kislemezként nem megjelent Telephone a harmincadik helyen szerepelt. Végül az album 2010. február 28-án érte el az első helyezést Nagy-Britanniában, később pedig a The Fame még március 21-én és április 11-én is egy-egy hétig újra visszakerült a brit albumlista élére. Az Európa eladásait összesítő Európai Top 100 albumlistán a tizenharmadik hely volt a The Fame Monster legjobbja. Az International Federation of the Phonographic Industry (IFPI) szervezet háromszoros platinalemez minősítéssel látta el az albumot, a szerte Európában eladott három millió példány következtében.
Az album Magyarországon The Fame / The Fame Monster néven a két album eladási adatait összesítve szerepelt a Magyar Hanglemezkiadók Szövetségének Top 40 albumlistáján. A középlemez támogatásával a The Fame 2009. december 28-án újra visszakerült hazánk tíz legnagyobb példányszámban eladott albuma közé. A The Fame / The Fame Monster a legjobb helyezését 2010. június 28-án érte el, amely a második helyezés volt. A Mahasz a két albumot együttesen kétszeres platinalemez minősítéssel jutalmazta a 12 000 eladott darabszám elérését követően. A szintén a Mahasz által készített év végi összesített lista alapján a The Fame / The Fame Monster Magyarország hatodik legnagyobb példányszámban eladott albuma volt 2009-ben.

## Az albumon szereplő dalok listája
|    | Cím                              | Szerző(k)                                                              | Producer(ek) | Hossz |
| -- | -------------------------------- | ---------------------------------------------------------------------- | ------------ | ----- |
| 1. | Bad Romance                      | Lady Gaga, RedOne                                                      | RedOne       | 4:55  |
| 2. | Alejandro                        | Lady Gaga, RedOne                                                      | RedOne       | 4:34  |
| 3. | Monster                          | Lady Gaga, RedOne, Space Cowboy                                        | RedOne       | 4:09  |
| 4. | Speechless                       | Lady Gaga                                                              | Ron Fair     | 4:30  |
| 5. | Dance in the Dark                | Lady Gaga, Fernando Garibay                                            | Garibay      | 4:48  |
| 6. | Telephone (közreműködik Beyoncé) | Lady Gaga, Rodney Jerkins, LaShawn Daniels, Lazonate Franklin, Beyoncé | Jerkins      | 3:40  |
| 7. | So Happy I Could Die             | Lady Gaga, RedOne, Space Cowboy                                        | RedOne       | 3:55  |
| 8. | Teeth                            | Lady Gaga, Taja Riley                                                  | Teddy Riley  | 3:40  |

| 9. | Bad Romance (Starsmith Remix) | Lady Gaga, RedOne, Starsmith | Starsmith | 4:55 |

| 9.  | Bad Romance (Starsmith Remix)                                                 | RedOne, Lady Gaga                              | Starsmith       | 4:56 |
| 10. | Telephone (Passion Pit Remix) (közreműködik Beyoncé)                          | Lady Gaga, Jerkins, Daniels, Franklin, Beyoncé | Passion Pit     | 5:13 |
| 11. | Paparazzi (Demolition Crew Remix) (radió változat)                            | Lady Gaga, Rob Fusari                          | Demolition Crew | 3:54 |
| 12. | Just Dance (Deewaan Remix) (közreműködik Ashking, Wedis, Lush és Young Thoro) | Lady Gaga, RedOne, Aliaune Thiam               | Deewaan         | 4:17 |
| 13. | LoveGame (Robots to Mars Remix)                                               | Lady Gaga, RedOne                              | Robots to Mars  | 3:14 |
| 14. | Eh, Eh (Nothing Else I Can Say) (Frankmusik Remix)                            | Lady Gaga, Martin Kierszenbaum                 | Frankmusik      | 3:48 |
| 15. | Poker Face (live at The Cherrytree House) (zongorán előadott verzió - élő)    | Lady Gaga, RedOne                              | Kierszenbaum    | 3:38 |
| 16. | Bad Romance (Grum Remix)                                                      | RedOne, Lady Gaga                              | Grum            | 4:51 |
| 17. | Telephone (Alphabeat Remix) (közreműködik Beyoncé)                            | Lady Gaga, Jerkins, Daniels, Franklin, Beyoncé | Alphabeat       | 5:13 |

| 1. | Just Dance (Videóklip)                      | 4:06 |
| 2. | Poker Face (Videóklip)                      | 3:40 |
| 3. | Paparazzi (Videóklip)                       | 7:43 |
| 4. | LoveGame (Videóklip)                        | 3:43 |
| 5. | Eh, Eh (Nothing Else I Can Say) (Videóklip) | 3:03 |
| 6. | Bad Romance (Videóklip)                     | 5:14 |
| 7. | Telephone (Videóklip)                       | 9:27 |

## Helyezések
| Lista (2009)                                                                      | Legjobb helyezés |
| --------------------------------------------------------------------------------- | ---------------- |
| Ausztrália (ARIA Top 50 Albums)                                                   | 1                |
| Belgium (Ultratop Flandria)                                                       | 1                |
| Belgium (Ultratop Vallónia)                                                       | 5                |
| Brazília (ABPD)                                                                   | 3                |
| Csehország (ČNS IFPI Albums Top 100)                                              | 3                |
| Dánia (Hitlisten Album Top 40)                                                    | 2                |
| European Top 100 Albums (Billboard)                                               | 13               |
| Finnország (Musiikkituottajat Albumit Top 50)                                     | 1                |
| Franciaország (SNEP Album Top 100)                                                | 13               |
| Görögország (International Federation of the Phonographic Industry Top 75 Albums) | 37               |
| Hollandia (Dutch Charts Album Top 100)                                            | 4                |
| Horvátország (HDU Toplista)                                                       | 1                |
| Japán (Oricon)                                                                    | 2                |
| Kanada (Billboard Canadian Albums Chart)                                          | 6                |
| Lengyelország (ZPAV Album Top 50)                                                 | 1                |
| Magyarország (MAHASZ Top 40 albumlista)                                           | 2                |
| Norvégia (VG-lista Album Top 40)                                                  | 8                |
| Olaszország (FIMI Album Top 20)                                                   | 2                |
| Oroszország (2M)                                                                  | 3                |
| Svédország (Sverigetopplistan Top 60 Albums)                                      | 2                |
| USA Billboard 200                                                                 | 5                |
| USA Top Dance/Electronic Albums (Billboard)                                       | 1                |
| Új-Zéland (Recorded Music NZ Top 40 Albums)                                       | 1                |

| Lista (2010–2011)                | Legjobb helyezés |
| -------------------------------- | ---------------- |
| Argentína (CAPIF)                | 8                |
| Uruguay Nemzetközi Albumok (CUD) | 5                |

| Lista (2009)                         | Helyezés |
| ------------------------------------ | -------- |
| Ausztrália (ARIA)                    | 59       |
| Ausztrália Dance Albumok (ARIA)      | 9        |
| Dánia (Hitlisten)                    | 28       |
| Finnország (Suomen virallinen lista) | 15       |
| Írország (IRMA)                      | 3        |
| Németország (Offizielle Top 100)     | 4        |
| Olaszország (FIMI)                   | 28       |
| Svédország (Sverigetopplistan)       | 90       |

| Lista (2010)                                             | Helyezés |
| -------------------------------------------------------- | -------- |
| Ausztrália (ARIA)                                        | 6        |
| Ausztrália Dance Albumok (ARIA)                          | 1        |
| Belgium (Ultratop Flanders)                              | 6        |
| Belgium (Ultratop Wallonia)                              | 13       |
| Dánia (Hitlisten)                                        | 10       |
| Egyesült Államok Billboard 200                           | 13       |
| Egyesült Államok Top Dance/Electronic Albums (Billboard) | 2        |
| European Top 100 Album (Billboard)                       | 16       |
| Finnország (Suomen virallinen lista)                     | 4        |
| Franciaország (SNEP)                                     | 6        |
| Hollandia (Album Top 100)                                | 10       |
| Japán (Oricon)                                           | 14       |
| Kanada (Billboard)                                       | 23       |
| Németország (Offizielle Top 100)                         | 3        |
| Olaszország (FIMI)                                       | 8        |
| Oroszország (2M)                                         | 4        |
| Svédország (Sverigetopplistan)                           | 3        |
| Új-Zéland (RMNZ)                                         | 7        |

| Lista (2011)                                             | Helyezés |
| -------------------------------------------------------- | -------- |
| Ausztrália (ARIA)                                        | 99       |
| Ausztrália Dance Albumok (ARIA)                          | 15       |
| Egyesült Államok Top Dance/Electronic Albums (Billboard) | 8        |
| Japán (Oricon)                                           | 44       |
| Svédország (Sverigetopplistan)                           | 93       |
| Új-Zéland (RMNZ)                                         | 36       |

| Lista (2012)                    | Helyezés |
| ------------------------------- | -------- |
| Ausztrália Dance Albumok (ARIA) | 45       |

| Lista (2017)                    | Helyezés |
| ------------------------------- | -------- |
| Ausztrália Dance Albumok (ARIA) | 35       |

| Lista (2018)                    | Helyezés |
| ------------------------------- | -------- |
| Ausztrália Dance Albumok (ARIA) | 14       |

| Lista (2019)                          | Helyezés |
| ------------------------------------- | -------- |
| Horvátország Nemzetközi Albumok (HDU) | 36       |

| Lista (2021)                   | Helyezés |
| ------------------------------ | -------- |
| Svédország (Sverigetopplistan) | 62       |

| Lista (2022)                   | Helyezés |
| ------------------------------ | -------- |
| Svédország (Sverigetopplistan) | 47       |

| Lista (2023)                   | Helyezés |
| ------------------------------ | -------- |
| Svédország (Sverigetopplistan) | 29       |
| Új-Zéland (RMNZ)               | 47       |

| Lista (2024)                    | Helyezés |
| ------------------------------- | -------- |
| Ausztrália Dance Albumok (ARIA) | 49       |
| Svédország (Sverigetopplistan)  | 20       |

| Lista (2010–2019)                                        | Helyezés |
| -------------------------------------------------------- | -------- |
| Ausztrália (ARIA)                                        | 35       |
| Egyesült Államok Billboard 200                           | 152      |
| Egyesült Államok Top Dance/Electronic Albums (Billboard) | 16       |

### Első helyezések
| Előző Lady Gaga – The Fame Lady Gaga – The Fame                                   | USA Dance/Elektronikus albumlista első helyezettje 2009. december 12. – 2009. december 18. (először) 2010. december 18. – 2010. december 24. (másodszor)                             | Következő Lady Gaga – The Fame Daft Punk – Tron: Legacy (filmzene)                              |
| Előző Andrea Bocelli – My Christmas                                               | Lengyel albumlista első helyezettje 2010. január 4. – 2010. január 10. | Következő Marcin Wyrostek – Magia del Tango                                                     |
| Előző Robbie Williams – Reality Killed the Video Star                             | Német albumlista első helyezettje 2010. január 8. – 2010. február 4. | Következő Tocotronic – Schall & Wahn                                                            |
| Előző Alicia Keys – The Element of Freedom                                        | Svájci albumlista első helyezettje 2010. január 10. – 2010. február 20. | Következő Sade – Soldier of Love                                                                |
| Előző Paolo Nutini – Sunny Side Up                                                | Ír albumlista első helyezettje 2010. január 22. – 2010. február 11. | Következő Michael Bublé – Crazy Love                                                            |
| Előző Glee Cast – Glee: The Music, Volume 1 Boyzone – Brother Boyzone – Brother   | Brit albumlista első helyezettje 2010. február 28. – 2010. március 6. (először) 2010. március 21. – 2010. március 27. (másodszor) 2010. április 11. – 2010. április 17. (harmadszor) | Következő Ellie Goulding – Lights Boyzone – Brother Plan B – The Defamation of Strickland Banks |
| Előző Stam1na – Viimeinen Atlantis'                                               | Finn albumlista első helyezettje 2010. március 3. – 2010. március 9. | Következő Apulanta – Singlet 2004-2009                                                          |
| Előző Gin Wigmore – Holy Smoke Hollie Smith – Humour and the Misfortune of Others | Új-zélandi albumlista első helyezettje 2010. március 15. – 2010. március 21. (először) 2010. március 29. – 2010. április 4. (másodszor)                                              | Következő Hollie Smith – Humour and the Misfortune of Others Dane Rumble – The Experiment       |
| Előző John Butler Trio – April Uprising                                           | Ausztrál albumlista első helyezettje 2010. április 12. – 2010. május 2. | Következő Justin Bieber – My World 2.0                                                          |
| Előző Tom Rice – Teardrops                                                        | Belga albumlista (Flandria) első helyezettje 2010. június 26. – 2010. július 2. | Következő Regi Penxten – Registrated 2                                                          |

1. 1 2 3  A The Fame Monster a The Fame-mel együtt szerepel, és az eladásaik is összeadódnak.

## Minősítések és eladási adatok
| Régió | Minősítés  | Eladott példányszám |
| --- | ---------- | ------------------- |
| Ausztrália (ARIA) | 4× platina | 280 000‡            |
| Belgium (BEA) | 2× platina | 60 000*             |
| Brazília (Pro-Música Brasil) | 2× platina | 120 000*            |
| Kanada (Music Canada) | gyémánt    | 800 000^            |
| Czech Republic (ČNS IFPI) |            | 15 000              |
| Dánia (IFPI Denmark) | 4× platina | 80 000‡             |
| Finnország (Musiikkituottajat) | platina    | 32 922              |
| Franciaország (SNEP) | 2× platina | 200 000*            |
| GCC (IFPI Közel-Kelet) | arany      | 3 000*              |
| Görögország (IFPI Greece) | platina    | 6 000^              |
| Japán (RIAJ) | 2× platina | 548 000             |
| Hollandia (NVPI) | 2× platina | 120 000^            |
| Norvégia (IFPI Norway) | 3× platina | 60 000*             |
| Lengyelország (ZPAV) | gyémánt    | 100 000*            |
| Oroszország (NFPF) | 4× platina | 80 000*             |
| Szingapúr (RIAS) | platina    | 10 000*             |
| Spanyolország (PROMUSICAE) | platina    | 60 000^             |
| Svédország (GLF) | platina    | 40 000‡             |
| Egyesült Államok (RIAA) | 5× platina | 1 650 000           |
| Új-Zéland (RMNZ) | 9× platina | 135 000‡            |
| Összesítés |            |                     |
| Európa (IFPI) | 3× platina | 3 000 000*          |
| * Eladási példányszámok kizárólag a minősítés alapján. ^ Kiszállítási példányszámok kizárólag a minősítés alapján. ‡ Eladási+streaming példányszámok kizárólag a minősítés alapján. |            |                     |

## Megjelenések
| Ország             | Dátum              | Formátum               | Kiadó                                        | Változat                          |
| ------------------ | ------------------ | ---------------------- | -------------------------------------------- | --------------------------------- |
| Japán              | 2009. november 18. | CD, digitális letöltés | Universal Music                              | Deluxe                            |
| Ausztrália         | 2009. november 20. | CD, digitális letöltés | Universal Music                              | Deluxe                            |
| Ausztrália         | 2009. november 20. | CD, digitális letöltés | Universal Music                              | Limitált                          |
| Chile              | 2009. november 20. | CD, digitális letöltés | Universal Music                              | Standard, Deluxe                  |
| Írország           | 2009. november 20. | CD, digitális letöltés | Universal Music                              | Deluxe                            |
| Németország        | 2009. november 20. | CD, digitális letöltés | Universal Music                              | Standard, Deluxe                  |
| Egyesült Államok   | 2009. november 23. | CD, digitális letöltés | Interscope, Streamline, Kon Live, Cherrytree | Deluxe                            |
| Egyesült Királyság | 2009. november 23. | CD, digitális letöltés | Polydor                                      | Deluxe                            |
| Egyesült Királyság | 2009. november 23. | CD, digitális letöltés | Polydor                                      | Deluxe                            |
| Kanada             | 2009. november 23. | CD, digitális letöltés | Universal Music                              |                                   |
| Brazília           | 2009. november 27. | CD, digitális letöltés | Universal Music                              |                                   |
| Egyesült Államok   | 2009. november 28. | CD, digitális letöltés | Interscope, Streamline, Kon Live, Cherrytree | Standard                          |
| Kanada             | 2009. december 1.  | CD, digitális letöltés | Universal Music                              | Standard                          |
| Egyesült Államok   | 2009. december 15. | Box-set                | Interscope, Streamline, Kon Live, Cherrytree | Super Deluxe                      |
| Egyesült Államok   | 2009. december 15. | LP                     | Interscope, Streamline, Kon Live, Cherrytree | Standard                          |
| Ausztrália         | 2009. december 18. | Digitális letöltés     | Universal Music                              | Standard (cenzúrázatlan változat) |
| Ausztrália         | 2009. december 21. | CD                     | Universal Music                              | Standard (cenzúrázatlan változat) |
| Egyesült Államok   | 2010. január 26.   | Digitális letöltés     | Interscope, Streamline, Kon Live, Cherrytree | Standard (cenzúrázatlan változat) |
| Kína               | 2010. február 1.   | CD                     | Universal Music                              | Standard                          |
| Japán              | 2010. április 16.  | CD + DVD               | Universal Music                              | Standard (cenzúrázatlan változat) |
| Világszerte        | 2010. május 3.     | Pendrive               | Interscope, Streamline, Kon Live, Cherrytree | Limitált (cenzúrázatlan változat) |
| Olaszország        | 2010. június 8.    | CD                     | Universal Music                              | Limitált slipcase                 |
| Németország        | 2010. október 22.  | CD                     | Universal Music                              | Standard (cenzúrázatlan változat) |
| Németország        | 2010. november 20. | Digitális letöltés     | Universal Music                              | Standard (cenzúrázatlan változat) |

## Közreműködők
A lemezborító alapján.
| - Lady Gaga – zongora, szervezés, zeneszerző, számítógép generálta hangok, vokál, háttérvokál, producer, hangszerelés - Takayuki Matsushima – asszisztens - Hisashi Mizoguchi – hangmérnök - Musicians Regiment Horns – kürt - Tal Oz – hangmérnök asszisztens - Jennifer Paola – A&R - Dan Parry – hangmérnök, tracking - Julian Peploe – művészeti rendezés - Jack Joseph Puig – hangkeverés - RedOne – zeneszerző, számítógép generálta hangok, háttérvokál, producer, hangmérnök, hangszerek, hangvágó - Taja Riley – zeneszerző - Teddy Riley – producer, hangkeverés - Andrea Ruffalo – produkciós koordinátor - Dave Russell – hangmérnök, hangkeverés, tracking - Peter Savic – fodrász - Johnny Severin – hangmérnök, hangvágó - Hedi Slimane – fényképész - Space Cowboy – zeneszerző, számítógép generálta hangok, háttérvokál, producer, hangmérnök, hangszerek - Mark „Spike” Stent – hangkeverés - Teyonie – háttérvokál - Jonas Wetling – hangmérnök, tracking - Frank Wolff – hangmérnök - Ianthe Zevos – kreatív munka - Gretchen Anderson – producer | - Eelco Bakker – hangmérnök - Beyoncé – zeneszerző - Bobby Campbell – kreatív munka - Joe Cory – hangmérnök asszisztens - Mike Daly – asszisztens - LaShawn Daniels – zeneszerző - Christian Delano – hangmérnök, tracking - Mike „Handz” Donaldson – különleges effektek, hangmérnök - Stacy Dulan – háttérvokál - Ron Fair – szervezés, vezetés, producer - Paul Foley – hangmérnök - Nicola Formichetti – stylist - Lazonate Franklin – zeneszerző - Fernando Garibay – szervezés, zeneszerző, számítógép generálta hangok, producer, hangszerelés - Lisa Einhorn Gilder – produkciós koordinátor - John Goux – gitár - Matty Green – asszisztens - Vincent Herbert – ügyvezető producer, A&R - Tal Herzberg – basszusgitár, producer, hangmérnök - Eric Jackson – gitár - Rodney Jerkins – zeneszerző, producer, zenész, hangkeverés - Dyana Kass – kreatív munka, marketing - Ryan Kennedy – hangmérnök asszisztens - Martin Kierszenbaum – A&R - Abe Laboriel, Jr. – dobok |

## Fordítás
- Ez a szócikk részben vagy egészben  a   The Fame Monster című angol Wikipédia-szócikk fordításán alapul.  Az eredeti cikk szerkesztőit annak laptörténete sorolja fel. Ez a jelzés csupán a megfogalmazás eredetét és a szerzői jogokat jelzi, nem szolgál a cikkben szereplő információk forrásmegjelöléseként.